# Brighton les Pins
Brighton les Pins of Brighton is een badplaats in de Franse gemeente Cayeux-sur-Mer in het departement Somme. De badplaats ligt aan de Kanaalkust, twee kilometer ten noordoosten van het dorpscentrum van Cayeux-sur-Mer.

## Geschiedenis
De plaats was vroeger een onbebouwd strandgebied, zoals te zien op de 18de-eeuwse Cassinikaart. 
In 1835 werd hier een vuurtoren in gebruik genomen.
Met het opkomende kusttoerisme eind 19de eeuw, richtten een groep investeerders zich op dit gebied bij de vuurtoren, met in de nabijheid aangeplante dennenbossen. In de jaren 1880 kwam een deel van het terrein in handen van de Société du New-Brighton, met maatschappelijke zetel in Londen. Het terrein werd verkaveld en werd "Nouveau Brighton" genoemd. Op het eind van de eeuw werd er een hotel-casino opgetrokken.
De kustlijn trok hier echter al gauw terug door afzetting van zand en kiezel, waardoor de plaats steeds verder van de strandlijn kwam te liggen. Opwaaiend zand bemoeilijkte ook regelmatig de toegang tot de straten en de villa's. De badplaats verloor zo aan aantrekkingskracht in het interbellum.
Tijdens de Tweede Wereldoorlog werd verschillende villa's vernield. Ook de vuurtoren werd in 1944 vernield. In 1951 werd een nieuwe vuurtoren opgetrokken.

## Bezienswaardigheden
- De vuurtoren van Brighton

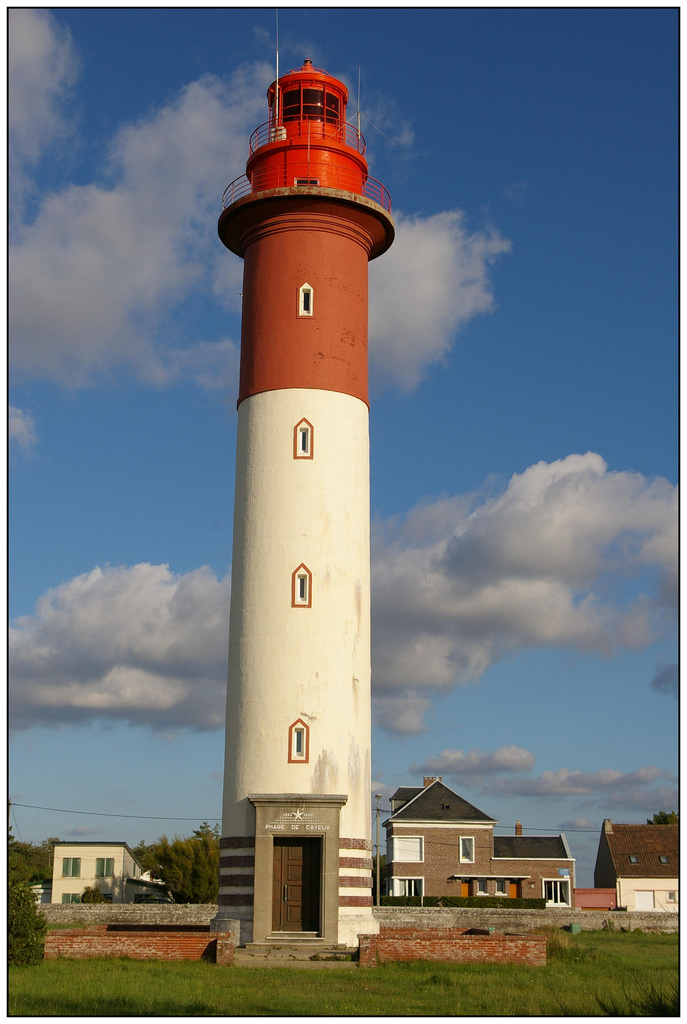
Vuurtoren van Brighton

Brighton les Pins · Cayeux-sur-Mer · le Hourdel · Hurt · la Mollière d'Aval